# Enaphalodes boyacanus
Enaphalodes boyacanus är en skalbaggsart som beskrevs av Martins 2005. Enaphalodes boyacanus ingår i släktet Enaphalodes och familjen långhorningar. Inga underarter finns listade i Catalogue of Life.